# Claudia Fernández
Claudia Fernández Sánchez, plus connue sous le nom de Claudia Fernández, née le 28 février 2006 à Madrid (Espagne) est une joueuse de padel professionnel espagnole.
Elle occupe au début de la saison 2025 la 3e position du classement FIP et joue à droite aux côtés de Beatriz González.

## Biographie
Claudia naît à Madrid et démarre le padel à l'âge de 7 ans, sous l'impulsion de son père professeur de padel,.
Elle intègre très jeune le circuit professionnel, et atteint sa première finale de tournoi pro lors du challenger de Terriente au World Padel Tour 2022, avec Marta Marrero.
La saison suivante, bien qu'elle n'atteigne encore aucune demi-finale de tournoi, elle accède au tableau final dans 22 tournois du circuit World Padel Tour, et à ses 17 ans a déjà remporté 70 victoires sur le circuit professionnel.
Elle se révèle réellement en 2024, en atteignant 12 finales de tournoi Premier Padel, dont 6 victoires. Elle termine cette saison 2024 à la 3e place du classement FIP, aux côtés de sa partenaire Gemma Triay. À seulement 18 ans, 3 mois et 4 jours, Claudia devient la plus jeune joueuse à atteindre le Top 10 mondial du Padel. Elle fait également partie de la sélection espagnole lors de la victoire au championnat du monde de padel à Doha.
Elle évolue pour la saison 2025 avec Beatriz González.

## Titres

### Championnat du monde de padel
| N.º | Année | Ville hôte | Adversaires en finale | Résultat |
| --- | ----- | ---------- | --------------------- | -------- |
| 1.  | 2024  | Doha       | Argentine             | 2-0      |

### Premier Padel
| N.º | Année | Tournoi    | Catégorie | Partenaire       | Adversaires en finale          | Résultat              |
| --- | ----- | ---------- | --------- | ---------------- | ------------------------------ | --------------------- |
| 1.  | 2024  | Santiago   | P1        | Gemma Triay      | Lucía Sainz Patricia Llaguno   | 6-1 / 6-4             |
| 2.  | 2024  | Bordeaux   | P2        | Gemma Triay      | Marta Ortega Verónica Virseda  | 7-5 / 7-5             |
| 3.  | 2024  | Madrid     | P1        | Gemma Triay      | Delfina Brea Beatriz González  | 6-2 / 2-1 (*blessure) |
| 4.  | 2024  | Valladolid | P2        | Gemma Triay      | Ariana Sánchez Paula Josemaría | 6-3 / 6-2             |
| 5.  | 2024  | Acapulco   | Major     | Gemma Triay      | Marta Ortega Sofia Araújo      | 6-7 / 6-1 / 6-4       |
| 6.  | 2024  | Milan      | P1        | Gemma Triay      | Delfina Brea Beatriz González  | 6-7 / 5-2 (*blessure) |
| 7.  | 2025  | Asunción   | P2        | Beatriz González | Delfina Brea Gemma Triay       | 7-6 / 3-6 / 6-2       |
| 8.  | 2025  | Malaga     | P1        | Beatriz González | Marta Ortega Tamara Icardo     | 6-2 / 6-1             |